# Otakar Ostrčil
Otakar Ostrčil (Smichow, Txèquia, 25 de febrer de 1879 - Praga, 3 de setembre de 1935) fou un compositor i professor de filosofia txec.
Professor de filosofia i d'idiomes en els primers anys de la seva joventut, es dedicà, a partir de 1895, a la música, estudiant piano i composició en el Conservatori de Praga, sota la direcció de Mikes i Fibich. Des del 1909 fins al 1922 fou director de l'Orcheztralni Idruzeni, constituïda per músics aficionats, que arribà a adquirir la importància d'una bona orquestra de professionals.
De 1914 a 1919 fou director del teatre Vinohrady, de Praga, i el mateix any del Teatre Nacional. A la mort de Kovařovic el 1920 ocupà el càrrec d'aquest en el Conservatori, 0n tingué entre els seus alumnes en Mikola Kolessa. A banda de la seva copiosa obra orquestral, coral i vocal, va estrenar amb gran èxit les òperes següents:
- Vlazty Skon ('La mort de Vlasta'), estrenada a Praga el 1904.
- Kunalovy Oci ('Els ulls de Kunala'), estrenada en la mateixa ciutat el 1908.
- Poupe ('El Caperull'), estrenada el 1911
- Legenda z Erinu ('La llegenda d'Erinu'), estrenada el 1923.
- Honzovo království, Op. 25 (1933)

De les obres orquestrals, cal destacar:
- Pohádka o Semiku ('El conte de Semik') poema simfònic.
- una Simfonia en la major.
- una Simfonietta, obertura núm. 20.

De la música de cambra cal mencionar un quartet per a instruments d'arc i una sonata per a violí, viola i piano.